# Distretto di Wadowice
Il distretto di Wadowice (in polacco powiat wadowicki) è un distretto polacco appartenente al voivodato della Piccola Polonia.

## Geografia antropica

### Suddivisioni amministrative
Il distretto comprende 10 comuni.
- Comuni urbano-rurali: Andrychów, Kalwaria Zebrzydowska, Wadowice
- Comuni rurali: Brzeźnica, Lanckorona, Mucharz, Spytkowice, Stryszów, Tomice, Wieprz